# Давньоанглійська мова
Давньоанглійська мова (оригіналом Ænglisc /'æŋ.glɪʃ/, Anglisc, Englisc) — давня форма англійської мови, що нею розмовляли англосакси та їхні нащадки на теренах сьогоднішньої Англії, півдня й сходу Шотландії з середини V до середини XII століття. Також застосовується назва англосаксонська мова.
Належить до західногерманських мов, близька до давньофризької й старосаксонської мови. Ближча до сучасних німецької й ісландської, аніж до сучасної англійської.
Мала граматичне відмінювання — п'ять відмінків (називний, знахідний, родовий, давальний та орудний), три граматичні числа (однина, двоїна й множина) та три граматичні роди (чоловічий, жіночий, середній). Двоїна притаманна лише першій і другій особам і стосувалась групи з двох.
Прикметники, займенники й інколи дієприкметники узгоджуються з іменником за відмінком, числом і родом. Особові дієслова узгоджуються з підметом за особою й числом. Іменники мають численні відміни (подібно до латини, давньогрецької чи санскриту).
Дієслова налічують дев'ять головних дієвідмін (сім сильних і дві слабкі), кожна з численними підтипами, і чималу частку неправильних дієслів. Головна відмінність від інших стародавніх індоєвропейських мов, зокрема латини, — лише два види граматичного часу (порівняно із шістьма часово-аспектними формами латини) і відсутність синтетичного пасивного стану (хоча він присутній у готській мові).
Рід іменників був суто граматичний, на відміну від природного роду в сучасній англійській. Необов'язково граматичний рід збігався зі статтю особи, якщо йшлося про людей. Наприклад, sēo sunne (сонце) належить до жіночого роду, se mōna (місяць) — до чоловічого, а þat wīf (жінка) — середнього (порівняймо з німецькими відповідниками die Sonne, der Mond, das Weib).

## Історія
Давньоанглійська мова не була незмінною: за 700 років її вжитку, від переселення англосаксів до Британії у V столітті і до кінця XI століття, часу норманського завоювання, вона зазнавала змін та іншомовного впливу. Близько 85 відсотків слів давньоанглійської мови вийшли з ужитку, але ті слова, що збереглись, лягли в основу словника сучасної англійської мови.
Давньоанглійська належить до західногерманських мов, що вийшли з інгвеонських діалектів у V столітті. Нею розмовляли на більшості теренів англосаксонських королівств, що згодом утворили королівство Англії. Сюди входили більша частина сучасної Англії і південний схід Шотландії, що протягом кількох століть належав англосаксонському королівству Нортумбрії. Решта острова — Валлія і більша частина Шотландії й надалі розмовляли кельтськими мовами, за винятком зон скандинавських поселень, де у вжитку була давньонорвезька. Острови розповсюдження кельтських мов зберігались також і на деяких теренах Англії: середньовічна корнвольська мова в Корнволі і на суміжних землях Девону, кумбрійська мова трималась імовірно до XII ст. в Кумбрії, а валлійська мова могла бути в ужитку на англійськім боці англо-валлійського кордону.
Англосаксонська письменність розвинулася по християнізації Британії наприкінці VII ст. Найдавніший збережений текст давньоанглійського письменства — це складений між 658 і 680 Кедмонів гімн (Cædmon's Hymn). Також є обмежений корпус рунічних написів V — VII століть, повні найстаріші рунічні тексти датуються VIII ст. (Франксова скриня).
По об'єднанні англосаксонських королівств (за винятком земель Данелагу) за Альфреда Великого наприкінці IX ст., мова уряду й письменства складалась на основі західносаксонського діалекту. Альфред заохочував освіту англійською поряд із латинською мовою.
Пізніший літературний стандарт з'являється наприкінці X ст. підо впливом єпископа Етельвольда Вінчестерського, його справу продовжив Ельфрик з Еншема (відомий як Ельфрик Граматик). Цей різновид давньоанглійської мови відомий як вінчестерський стандарт чи пізній західносаксонський діалект. Він вважається «класичною» формою давньоанглійської мови і мав престижний статус аж до норманського завоювання, що по ньому англійська на певний час втратила свою вагу як літературна мова.
Давньоанглійська доба передувала добі середньоанглійської мови (XII—XV ст.), її заступила доба ранньої новоанглійської мови (1480—1650 рр.), що згодом розвинулась у новоанглійську мову (після 1650 р.)

### Латинський вплив
Чималого впливу на давньоанглійську мову справила латина, що була мовою освіти й дипломатичною лінгва-франка. Значний прошарок освічених письменних людей тієї доби добре зналася на ній. Інколи можливо навіть вказати приблизний час запровадження певних латинських слів до давньоанглійської, спираючись на те, яких типів мовних змін ці слова зазнавали.
Було принаймні три помітні періоди латинського впливу. Перший стосується доби до переселення англів і саксів з континенту до Британії, другий почався з навернення англосаксів у християнство і латина поширилась як мова церкви.
Найбільша ж третя хвиля запозичень припала на часи одразу по норманському завоюванні Англії 1066 року, коли величезна кількість норманських (давньофранцузьких) слів почала впливати на мову. Більшість із цих слів мови ойль походила з латини, розмовної чи класичної; також укорінився значний шар норвезьких слів з мови норманів. Норманське завоювання приблизно відзначає кінець давньоанглійської й настання середньоанглійської доби.

### Скандинавський вплив
Другим важливим джерелом запозичення до давньоанглійської мови були слова з давньоскандинавської (давньонорвезької), що розповсюдились унаслідок нападів вікінгів на Британію в IX — XI ст. Окрім географічних назв, це були слова базової лексики і слова, що стосувались певних адміністративних аспектів Данелагу (контрольованої вікінгами області данського права — величезних володінь уздовж східного узбережжя Англії й Шотландії).
Вікінги розмовляли давньоскандинавською (давньонорвезькою) мовою, що мала тісний стосунок до давньоанглійської, бо обидві походили з протогерманської мови. В добу політичної нестабільності й потрясінь звичайним стає змішування носіїв різних діалектів і виникнення спрощеної змішаної мови, тому існує думка, що саме таке змішання давньоскандинавської й давньоанглійської мов пришвидшило занепад відмінкових закінчень у давньоанглійській мові.
Наочне підтвердження цього факту є спрощення відмінкових закінчень спочатку на півночі Британії, а вже пізніше на північному заході — теренах, що зазнали найменшого впливу вікінгів.

### Кельтський вплив
Підо впливом панівних ідей англосаксонської історичної спадщини, що переважали в XIX столітті, вважалося, що вплив бритських кельтських мов на англійську мову був незначний, зважаючи на невелике число кельтських запозичень порівняно з латинськими й скандинавськими.
Новіша, але все ще не найпоширеніша думка полягає в тім, що кельтські риси можна розгледіти в синтаксисі пост-давньоанглійської доби — це сталі прогресивні (недоконані простягнуті в часі) конструкції й аналітичний порядок слів, на відміну від германських мов.

### Діалекти
Давньоанглійська не була однорідною мовою, вона постала з багатьох наріч і мов народів, що колонізували Британію. Виділяють чотири головні діалекти: мерсійський, нортумбрійський, кентський, вессекський. Кожен із них стосувався відповідного незалежного королівства. Нортумбрію і більшу частину Мерсії завоювали вікінги в IX ст., а решта Мерсії і Кент увійшли до Вессексу.
По об'єднанні ж англосаксонських королівств у 878 Альфредом Великим місцеві діалекти втрачають свою значущість, але тим не менш зберігаються, а залишки їхні тримаються й досі у сучасній англійській мові.
Безліч збережених документів англосаксонської доби написано діалектом Вессексу, Альфредового королівства. Імовірно, що із зміцнінням влади постала потреба в стандартизації урядової мови, щоб полегшити керування віддаленими областями королівства. Як наслідок, документи писалися вессекським діалектом. До того ж Альфред завзято поширював рідну мову і привіз багатьох писарів із Мерсії, щоб записати неписані доти тексти.
Ця діяльність сягнула й Церкви, коли Альфред розпочав програму з перекладу релігійних текстів англійською мовою. Ймовірно, що Альфред сам перекладав книжки з латини, зокрема Пасторське піклування (Cura pastoralis) папи Григорія І.

## Фонологія
Фонетичну систему давньоанглійської мови зазвичай реконструюють таким чином:
|              | Губно-губні | Губно-губні | Губно-зубні | Губно-зубні | Зубні | Зубні | Ясенні | Ясенні | Заясенні | Заясенні | Середньо-піднебінні | Середньо-піднебінні | Задньоязикові | Задньоязикові | Гортанні | Гортанні |
| ------------ | ----------- | ----------- | ----------- | ----------- | ----- | ----- | ------ | ------ | -------- | -------- | ------------------- | ------------------- | ------------- | ------------- | -------- | -------- |
| Носові       |             | m           |             |             |       |       |        | n      |          |          |                     |                     |               | (ŋ)           |          |          |
| Проривні     | p           | b           |             |             |       |       | t      | d      |          |          |                     |                     | k             | ɡ             |          |          |
| Африкати     |             |             |             |             |       |       |        |        | tʃ       | (dʒ)     |                     |                     |               |               |          |          |
| Фрикативні   |             |             | f           | (v)         | θ     | (ð)   | s      | (z)    | ʃ        |          | (ç)                 |                     | (x)           | (ɣ)           | h        |          |
| Апроксиманти |             |             |             |             |       |       |        | r      |          |          |                     | j                   |               | w             |          |          |
| Бічні        |             |             |             |             |       |       |        | l      |          |          |                     |                     |               |               |          |          |

Подані в дужках звуки є алофони:
- [dʒ] є алофон звука /j/, що з'являється  після /n/, а також при гемінації (довгі приголосні);
- [ŋ]  є алофон звука  /n/, з'являється перед /k/ та /ɡ/;
- [v,ð, z] є алофони звуків /f, θ, s/ відповідно, з'являються між голосними або дзвінкими приголосними;
- [ç, x] є алофони звука /h/, з'являються в позиції кода (приголосний, що замикає склад) після голосних переднього й заднього ряду відповідно;
- [ɣ] є алофон /ɡ/, що з'являється після голосного, а на ранній стадії розвитку мови й на початку складу.

### Палаталізація
Достеменно невідомо, чи процес палаталізації почався ще в континентальну добу, до переселення англосаксів на Британські острови, чи вже по переселенню. Безсумнівно, процес палаталізації з подальшою сибілізацією не відбувсь одразу, ймовірно, що перехід /k/, /g/, /ɣ/, /sk/ у звуки /ʧ/, /ʤ/, /j/, /ʃ/ плинув поступово: *k> *c> ʧ; так само *g> *ɟ > ʤ.
Сама ж палаталізація трапилася в таких позиціях:
1. На початку слів: *с /k/ i *g /ɣ/ палаталізувалися перед передніми голосними (за винятком і-умлаута, себто вторинних передніх голосних, що постали з іншого голосного) і палатальним апроксимантом j: західногерм. *kin > давньоангл. ċinn /ʧinn/; geldan /ɣeldɑn/ > ġieldan /jeldan/. Але: * kunnj- > cynn /kynn/, звук /y/ тут походить з /u/, тому палаталізація не відбувається.
2. У середині слів *-c(c)- /k(k)/ i *-g(g)- /ɣ(ɣ)/ палатилізуються перед i, j, а *-/ɣ/- палатилізується перед усіма передніми голосними: західногерм. *bruki> давньоангл. bryċe; *hugi > hyġe; *þrukkjan > þryċċan; *wiggja > wiċġ.
3. Наприкінці слів -c /k/ i -g /ɣ/ палатилізуються попереднім голосним переднього ряду : західногерм. *dīk > давньоангл. diċ; *dag /ðɑɣ/ > dæġ.

У комбінації *ng звук /ɣ/ перейшов у /ʤ/, перед цим перетворившись на /g/: західногерм. *sangjan /sɑnɣjɑn/ > давньоангл. sengen /senʤen/.
Голосні звуки
| Монофтонги            | Короткий | Короткий | Довгий   | Довгий |
| Монофтонги            | Передній | Задній   | Передній | Задній |
| --------------------- | -------- | -------- | -------- | ------ |
| Високого піднесення   | i y      | u        | iː yː    | uː     |
| Середнього піднесення | е (ø)    | o        | eː (øː)  | oː     |
| Низького піднесення   | æ        | ɑ        | æː       | ɑː     |

Огублений голосний переднього ряду високо-середнього піднесення /ø(ː)/ трапляється в деяких наріччях давньоанглійської мови, але не в найбільше задокументованому пізньому західносаксонському діалекті.
| Дифтонги                              | Короткі (одноморні) | Довгі (двоморні) |
| ------------------------------------- | ------------------- | ---------------- |
| Перший елемент високого піднесення    | iy                  | iːy              |
| Обидва елементи середнього піднесення | eo                  | eːo              |
| Обидва елементи низького піднесення   | æɑ                  | æːɑ              |

## Граматична будова мови

### Морфологія

#### Іменники
Іменник з точки зору морфології характеризується такими категоріями:
- роду: чоловічий, жіночій, середній;
- відмінка: називний, знахідний, давальний, родовий; а прикметники й займенники зберегли ще також залишки орудного відмінка;
- числа: однина й множина; особові займенники 1-ї й 2-ї особи заховали також залишки двоїни.

Наведені категорії виражались за допомогою закінчень, тобто флективно. Іменники поділялись на сильні і слабкі.
Слабкі іменники мають свої власні закінчення. Взагалі слабкі іменники менш складні (комплексні), аніж сильні, оскільки вони почали були втрачати систему відмінювання.

###### Сильні іменники
Відмінювання сильних іменників:
| Відмінювання сильних іменників | Відмінювання сильних іменників | Відмінювання сильних іменників | Відмінювання сильних іменників | Відмінювання сильних іменників | Відмінювання сильних іменників | Відмінювання сильних іменників |
| Відмінок                       | Чоловічий рід                  | Чоловічий рід                  | Середній рід                   | Середній рід                   | Жіночий рід                    | Жіночий рід                    |
| ------------------------------ | ------------------------------ | ------------------------------ | ------------------------------ | ------------------------------ | ------------------------------ | ------------------------------ |
| Відмінок                       | Однина                         | Множина                        | Однина                         | Множина                        | Однина                         | Множина                        |
| Називний                       | –                              | -as                            | –                              | -u/–                           | -u/–                           | -a                             |
| Знахідний                      | –                              | -as                            | –                              | -u/–                           | -e                             | -a, -e                         |
| Родовий                        | -es                            | -a                             | -es                            | -a                             | -e                             | -a                             |
| Давальний                      | -e                             | -um                            | -e                             | -um                            | -e                             | -um                            |

У формах -u/– закінчення -u трапляється в словах із коренями, що складаються з одного короткого складу або що закінчуються довгим складом, який передує короткому; корені ж, що закінчуються довгим складом, або двома короткими, — не змінюються. (Довгий склад містить довгий голосний звук або передує двом приголосним. Треба завважити, що є й винятки: іменники жіночого роду із закінченням -þu, як от strengþu, «сила»).
| Приклади відмінювання сильних іменників за родами | Приклади відмінювання сильних іменників за родами | Приклади відмінювання сильних іменників за родами | Приклади відмінювання сильних іменників за родами | Приклади відмінювання сильних іменників за родами | Приклади відмінювання сильних іменників за родами | Приклади відмінювання сильних іменників за родами |
| Відмінок                                          | Чол. рід engel янгол                              | Чол. рід engel янгол                              | Сер. рід scip корабель                            | Сер. рід scip корабель                            | Жін. рід sorg скорбота                            | Жін. рід sorg скорбота                            |
| ------------------------------------------------- | ------------------------------------------------- | ------------------------------------------------- | ------------------------------------------------- | ------------------------------------------------- | ------------------------------------------------- | ------------------------------------------------- |
| Відмінок                                          | Однина                                            | Множина                                           | Однина                                            | Множина                                           | Однина                                            | Множина                                           |
| Називний                                          | engel                                             | englas                                            | scip                                              | scipu                                             | sorg                                              | sorga                                             |
| Знахідний                                         | engel                                             | englas                                            | scip                                              | scipu                                             | sorge                                             | sorga/sorge                                       |
| Родовий                                           | engles                                            | engla                                             | scipes                                            | scipa                                             | sorge                                             | sorga                                             |
| Давальний                                         | engle                                             | englum                                            | scipe                                             | scipum                                            | sorge                                             | sorgum                                            |

## Ортографія

Рунічна абетка (футорк), що нею послуговувалися для запису давньоанглійською мовою до впровадження латинської абетки.

Для запису давньоанглійською мовою спочатку послуговувались рунами (англосаксонський різновид відомий як футорк), однак із IX ст. ірландські ченці запровадили латинську абетку півунціальним письмом. Його, в свою чергу, змінило острівне письмо, варіант півунціального. Ним користувались до XII ст., коли поширення набув каролінговий мінускул.
Щоб пристосувати латинську абетку до давньоанглійської мови, додали деякі знаки: літера ð (первісно звалась ðæt, а в сучасній англійській eth або edh) була зміненим варіантом латинської «d», рунічні ж літери  þ (thorn)  і  ƿ (wynn) запозичено з футорка. Застосовувались особливі символи для сполучника and (знак на кшталт цифри 7 або віддзеркаленої літери Г, так званий Тироновий знак), і також для займенника þæt, у вигляді знаку торн із перекресленим верхнім виносним елементом. Для позначення довготи голосних зрідка траплявся знак макрон 〈¯〉 — риска над відповідною літерою. Іноді застосовували символи для скорочення знаків m і n.

### Орфографія сучасних видань
У сучасних виданнях оригінальних давньоанглійських рукописів видавництва традиційно вдаються до деяких змін у написанні, впроваджуючи таким чином певні норми: розділові знаки і заміну символів. Так, сучасні видавництва застосовують символи e, f, g, r, s, хоча форма цих літер у записаних острівним письмом первописах значно відрізняється. Знак ſ (довга s)  замінюється на сучасну s, а острівну ᵹ замінюють її сучасним відповідником g (остання літера сама собою — каролінговий символ). До того ж, сучасні видання розрізнюють задньоязикові і середньопіднебінні c і g, додаючи до ймовірних середньопіднебінних крапку вгорі: ċ, ġ. Символ ƿ (wynn) зазвичай замінюють на w. Макрони додають до ймовірних довгих голосних, тоді як у первописах вони відсутні.
Нижче подано давньоанглійські літери і вживані в сучасних виданнях їхні замінники:
| Літера | МФА             | Опис і завваги | Приклади                               | Сучасна англійська                   |
| ------ | --------------- | --- | -------------------------------------- | ------------------------------------ |
| a      | /ɑ/             | Варіанти написання land ~ lond (земля) дають підстави вважати, що в деяких випадках існував алофон /ɒ/ перед /n/. | dagas (дні), macian (робити)           | days (дні), make (робити)            |
| a      | /ɑː/            | Варіанти написання land ~ lond (земля) дають підстави вважати, що в деяких випадках існував алофон /ɒ/ перед /n/. | ān (один), bāt (човен)                 | one (один), boat (човен)             |
| æ      | /æ/             | До 800 року частіше трапляється диграф ae, аніж æ. Протягом 8 ст. æ стає більше вживаним. В 9 ст. в кентських рукописах уживалась форма æ без верхньої частини літери а. Кентська літера æ могла позначати звук /æ/ або /e/, проте це складно напевно визначити. | dæġ (день), hwæt (що)                  | day (день), what (що)                |
| æ      | /æː/            | До 800 року частіше трапляється диграф ae, аніж æ. Протягом 8 ст. æ стає більше вживаним. В 9 ст. в кентських рукописах уживалась форма æ без верхньої частини літери а. Кентська літера æ могла позначати звук /æ/ або /e/, проте це складно напевно визначити. | flǣsċ (плоть), dǣl (частина)           | flesh (плоть), deal (частина, угода) |
| b      | /b/             | Літера позначала звук /b/, до 800 року в ранніх текстах також позначала /v/. Наприклад, слово sheaves (снопи, в'язки) в одному з ранніх текстів писалось як scēabas, але пізніше й поширеніше вже пишеться scēafas. | bord (стіл), beorht (ясний)            | board (дошка), bright(ясний)         |
| c      | /k/             | Перед приголосним завжди позначає /k/, читання перед голосними залежить від ряду голосних чи історичного походження цих голосних. | cyning (король), nacod (голий)         | king (король), naked (голий)         |
| ċ      | /tʃ/            | Літера застосовується сучасними виданнями на позначення /tʃ/. Звук /tʃ/ є результат поступової палаталізації /k/; в ранню добу вимовлявся як /kʲ/ чи /с/, пройшовши такий розвиток: k> kʲ >c> ʧ. Трапляється наприкінці слів після i і перед голосними переднього ряду. В інших випадках потрібні спеціальні знання з давньоанглійської фонології, щоб правильно передбачити вимову написаного в тексті. | ċild (дитина), ċiriċe (церква)         | child (дитина), church (церква)      |
| ċġ     | /ddʒ/           | Позначає звук /ddʒ/, а в ранню добу палаталізований /ɡʲɡʲ/ чи /ɟɟ//. Діакритичні знаки інколи використовують сучасні видання. | eċġ (край), bryċġ (міст)               | edge (край), bridge (міст)           |
| d      | /d/             | В ранніх текстах також позначало /θ/, що невдовзі замінено на ð і þ. Наприклад, слово-відповідник сучасного thought (що його дослівно можна представити сучасною мовою mood-i-think з «і» як у handiwork) писалося в нортумбрійських текстах, датованих 737 роком як mōdgidanc, а у вессекських 10 століття вже як mōdgeþanc. | duru (двері)                           | door (двері)                         |
| ð, þ   | /ð/             | В текстах трапляються чергування ð (ед) з літерою þ (торн) — обидві для одного звука, що притаманно рукописам доальфредової доби. Разом із þ, літера ð заступила попередні написання d і th. Перші свідоцтва (достеменно датовані) застосування цієї літери зафіксовані в 7 ст. За часів Альфреда ð вживають частіше в середині й наприкінці слів, а þ здебільшого на початку, хоча написання іноді варіюються. Деякі сучасні видавництва намагаються упорядкувати варіації між þ і ð, застосовуючи лише þ. | brōðor (брат)                          | brother (брат)                       |
| ð, þ   | /θ/             | В текстах трапляються чергування ð (ед) з літерою þ (торн) — обидві для одного звука, що притаманно рукописам доальфредової доби. Разом із þ, літера ð заступила попередні написання d і th. Перші свідоцтва (достеменно датовані) застосування цієї літери зафіксовані в 7 ст. За часів Альфреда ð вживають частіше в середині й наприкінці слів, а þ здебільшого на початку, хоча написання іноді варіюються. Деякі сучасні видавництва намагаються упорядкувати варіації між þ і ð, застосовуючи лише þ. | þing (річ), ðæt (це)                   | thing (річ), that (це)               |
| e      | /е/             | | helpan (допомогти), helm (шолом)       | help (допомогти), helmet (шолом)     |
| e      | /eː/            | hēr (тут), mētan (зустріти) | here (тут), meet (зустріти)            |                                      |
| ę      | /æ/, /e/        | Кентський звук /æ/ або /e/, що важко визначити напевно. Літера вживається сучасними видавництвами як заміна знакові æ, що писався без верхньої частини елементу a, як трапляється в рукописах 9 ст. |                                        |                                      |
| ea     | /æɑ/            | По літерах ċ, ġ і в наголошенім складі, перед l, r+приголосний, h вимовляється як /æ/. | ċealf (теля), earm (рука)              | calf (теля), arm (рука)              |
| ea     | /æːɑ/           | По літерах ċ, ġ і в наголошенім складі, перед l, r+приголосний, h вимовляється як /æ/. | rēad (червоний)                        | red (червоний)                       |
| ea     | /ɑ/             | В ненаголошенім складі по літерах ċ, ġ читається як /ɑ/. | tǣċean (навчати)                       | teach (навчати)                      |
| eo     | /eo/            | Після ċ, ġ, інколи вимовляється як /o/. | leof (кохати, любити)                  | love (кохати, любити)                |
| eo     | /eːo/           | Після ċ, ġ, інколи вимовляється як /o/. | dēop (глибокий)                        | deep (глибокий)                      |
| f      | /f/             | Позначає звук /f/ і його алофон /v/. | folc (народ), wulf (вовк)              | folk (народний), wolf (вовк)         |
| f      | /v/             | Позначає звук /f/ і його алофон /v/. | heofon (небо), wulfes (вовки)          | heaven (рай), wolves (вовки)         |
| g      | /ɡ/             | Позначає звуки: /ɡ/ на початку слів і його алофон /ɣ/ в середині слів між голосними. В давньоанглійських рукописах ця літера має острівну форму ᵹ. | gōd (добре), gylden (золотий)          | good (добре), golden (золотий)       |
| g      | /ɣ/             | Позначає звуки: /ɡ/ на початку слів і його алофон /ɣ/ в середині слів між голосними. В давньоанглійських рукописах ця літера має острівну форму ᵹ. | lagu (закон)                           | law (закон)                          |
| ġ      | /j/             | На початку слів, а наприкінці слова й після i чи наприкінці складу по палатальній голосній як /j/, після n як /dʒ/. | ġē (ти), dæġ (день)                    | you (ти), day (день)                 |
| ġ      | /dʒ/            | На початку слів, а наприкінці слова й після i чи наприкінці складу по палатальній голосній як /j/, після n як /dʒ/. | lenġra (довший)                        | longer (довший)                      |
| h      | /h/             | Перед голосною позначає звук /h/, по голосних переднього ряду — / ç/, по голосних заднього ряду — /x/. В комбінаціях hl, hr, hn, hw, — /h/. | hūs (хата, дім), habban (мати, дієсл.) | house (дім), have (мати, дієсл.)     |
| h      | /ç/             | Перед голосною позначає звук /h/, по голосних переднього ряду — / ç/, по голосних заднього ряду — /x/. В комбінаціях hl, hr, hn, hw, — /h/. | cniht (хлопець, молодий чоловік)       | knight (лицар)                       |
| h      | /x/             | Перед голосною позначає звук /h/, по голосних переднього ряду — / ç/, по голосних заднього ряду — /x/. В комбінаціях hl, hr, hn, hw, — /h/. | dohtor (дочка), nēah (біля)            | daughter (дочка), near (біля)        |
| h      | /h/             | Перед голосною позначає звук /h/, по голосних переднього ряду — / ç/, по голосних заднього ряду — /x/. В комбінаціях hl, hr, hn, hw, — /h/. | hwā (тут), hlāf (хліб)                 | loaf (хліб)                          |
| i      | /i/             | | sittan (сідати),sċip (корабель)        | sit (сідати),ship (корабель)         |
| i      | /iː/            | līf (життя), mīn (мій) | life (життя), mine (мій)               |                                      |
| ie     | /iy/            | Після ċ, ġ, іноді вимовляється /e/. | hieran (чути), nied (потребувати)      | hear (чути), need (потребувати)      |
| ie     | /iːy/.          | Після ċ, ġ, іноді вимовляється /e/. | hīeran (чути)                          | hear (чути)                          |
| k      | /k/             | Літера вживана надрідко. |                                        |                                      |
| l      | /l/             | Можливо велярізований /ɫ/ (як у сучасній англійській) в позиції кода. | land (земля)                           | land (земля)                         |
| l      | /ɫ/             | Можливо велярізований /ɫ/ (як у сучасній англійській) в позиції кода. | eall (усе), seolfor (срібло)           | all (усе), silver (срібло)           |
| m      | /m/             | | mec (мене)                             | me (мене)                            |
| n      | /n/             | Перед с і g /ŋ/. | reġn (дощ), tācen (знак)               | rain (дощ), token (знак)             |
| n      | /ŋ/             | Перед с і g /ŋ/. | bringan (принести)                     | to bring (принести)                  |
| o      | /o/             | | God (Бог),dohtor (дочка)               | God (Бог), daughter (дочка)          |
| o      | /oː/            | gōd (добрий), brōðor (брат) | good(добрий), brother (брат)           |                                      |
| oe     | /ø/             | Голосні /ø/ і /øː/ у вессекському діалекті рано (9 ст.) перейшли в /е/ і /eː/. В 10 ст. таке сталося й у кентському. Написання oe і ōе трапляються в англських джерелах, але й в англських діалектах спостерігається тенденція до делабіалізації (зникнення огубленості) цих звуків, особливо короткого. |                                        |                                      |
| oe     | /øː/            | Голосні /ø/ і /øː/ у вессекському діалекті рано (9 ст.) перейшли в /е/ і /eː/. В 10 ст. таке сталося й у кентському. Написання oe і ōе трапляються в англських джерелах, але й в англських діалектах спостерігається тенденція до делабіалізації (зникнення огубленості) цих звуків, особливо короткого. |                                        |                                      |
| p      | /p/             | | pāpa (папа)                            | pope (папа)                          |
| qu     | /kw/            | Рідке написання для сполучення /kw/, зазвичай графічно виглядало як cƿ в оригіналах (cw у сучасних виданнях). | cwēn (королева)                        | queen (королева)                     |
| r      | /ɹ/, /ɾ/, /r/   | Точна вимова r невідома. | reġn (дощ), riht (право)               | rain (дощ), right (право)            |
| s      | /s/             | Звук /s/ і його алофон /z/ поміж голосними. | sǣ (море), cyssan (цілувати)           | sea (море), to kiss (цілувати)       |
| s      | /z/             | Звук /s/ і його алофон /z/ поміж голосними. | ċēosan (обирати), hūses (хата)         | (to) choose (обирати), houses (хати) |
| sc, sċ | /ʃ/             | /ʃ/ постало внаслідок палаталізації з /skʲ/. | sċip (корабель), fisc (риба)           | ship (корабель), fish (риба)         |
| sc, sċ | /sk/            | /ʃ/ постало внаслідок палаталізації з /skʲ/. | ascian (питати)                        | (to) ask (питати)                    |
| t      | /t/             | | tīd (temps)                            | time (temps)                         |
| th     | /θ/             | Написання трапляється в найранніших текстах, але невдовзі його заступили літери ð і þ. Наприклад, слово-відповідник сучасного thought (що його дослівно можна представити сучасною мовою mood-i-think з «і» як у handiwork) писалось в нортумбрійських текстах, датованих 737 роком як mōdgidanc, а у вессекських 10 століття вже як mōdgeþanc. | thonc (спасибі), thā (тоді)            | thank (спасибі), then (тоді)         |
| u      | /u/             | Звуки /u/ і іноді /w/ у ранніх текстах. | full (повний), sunu (син)              | full (повний), son (син)             |
| u      | /uː/            | Звуки /u/ і іноді /w/ у ранніх текстах. | fūl (брудний), hūs (хата, дім)         | foul (брудний), house (хата, дім)    |
| uu     | /w/             | Написання трапляється у ранніх рукописах переписувачів. За винятком півночі острова таке написання замінено на ƿ. | uuiþ (з, разом), uundor (диво)         | with (з, разом), wonder (диво)       |
| ƿ, w   | /w/             | Рунічна літера wynn. Позначає звук /w/, сучасні видання замінюють її літерою w, щоб запобігти плутанині з p. | hƿæt / hwæt (що), ƿīs / wīs (мудрий)   | what (що), wise (мудрий)             |
| x      | /ks/, /xs ~ çs/ | Трапляється як x, так і написання cs. Іноді для sc. | rīxian /rīcsian (царювання)            | reign (царювання)                    |
| y      | /y/             | | cyning (король)                        | king (король)                        |
| y      | /yː/            | lȳtel (малий) | little (малий)                         |                                      |
| z      | /ts/            | Рідке написання для позначення звука /ts/. Наприклад, найчастіше написання для слова /betst/ було betst, а не bezt (сучасне best). | bezt (найліпший)                       | best (найліпший)                     |

## Текстові приклади
Молитва «Отче наш», з приблизною вимовою 1000 року, вессекський варіант:
| Оригінал                                   | Вимова                                        |
| ------------------------------------------ | --------------------------------------------- |
| Þu ure fæder, þe eart on heofonum,         | /θuː uːre ˈfædər θe ært ɑ̃n ˈhevənən           |
| sy þin nama ᵹehalᵹod.                      | ˈsiː θiːn ˈnɑ̃mə jeˈhɑːlɣəd                    |
| Cume ðin rice.                             | ˈkumə θiːn ˈriːt͡ʃə                            |
| Sy ðin wylla on eorðan swaswa on heofonum. | ˈsiː θiːn ˈwilə ɑ̃n ˈeːrðən swɑswɑ ɑ̃n ˈhevənən |
| Syle us todæᵹ urne dæᵹhwamlicam hlaf.      | ˈsyːlə uːs toˈdæɪ uːrnə ˈdæɪʍɑ̃mlit͡ʃən ˈlɑːf   |
| And forᵹyf us ure ᵹyltas                   | ɑ̃n(d) forˈjif uːs uːrə ˈgyːltəs               |
| swaswa we forᵹyfað ðamþe wið us aᵹyltað.   | swɑswɑ weː forˈjiːvəθ θɑ̃mθe wiθ uːs ɑˈgyltəθ  |
| And ne læd ðu na us on costnunᵹe,          | ɑ̃n(d) nə læːd θuː ˈnɑː uːs ɑ̃n ˈkostnuŋgə      |
| ac alys us fram yfele.                     | ɑk ɑˈliːs uːs frɑ̃m ˈyvələ/                    |

Одне-два покоління вессекський варіант стало тримався, але зазнав деякого впливу з боку латини, що простежується в порядку слів (Fæder ure з Pater noster) і в словотворі (to-becume з ad-veniat):
Fæder ure, þu þe eart on heofonum, si þin nama ᵹehalᵹod. Tobecume þin rice. ᵹewurþe ðin wylla on eorðan swaswa on heofonum. Urne ᵹedæᵹhwamlicam hlaf syle us todæᵹ. And forᵹyf us ure ᵹyltas swaswa we forᵹyfað urum ᵹyltendum. And ne ᵹelæd þu us on costnunᵹe, ac alys us of yfele.

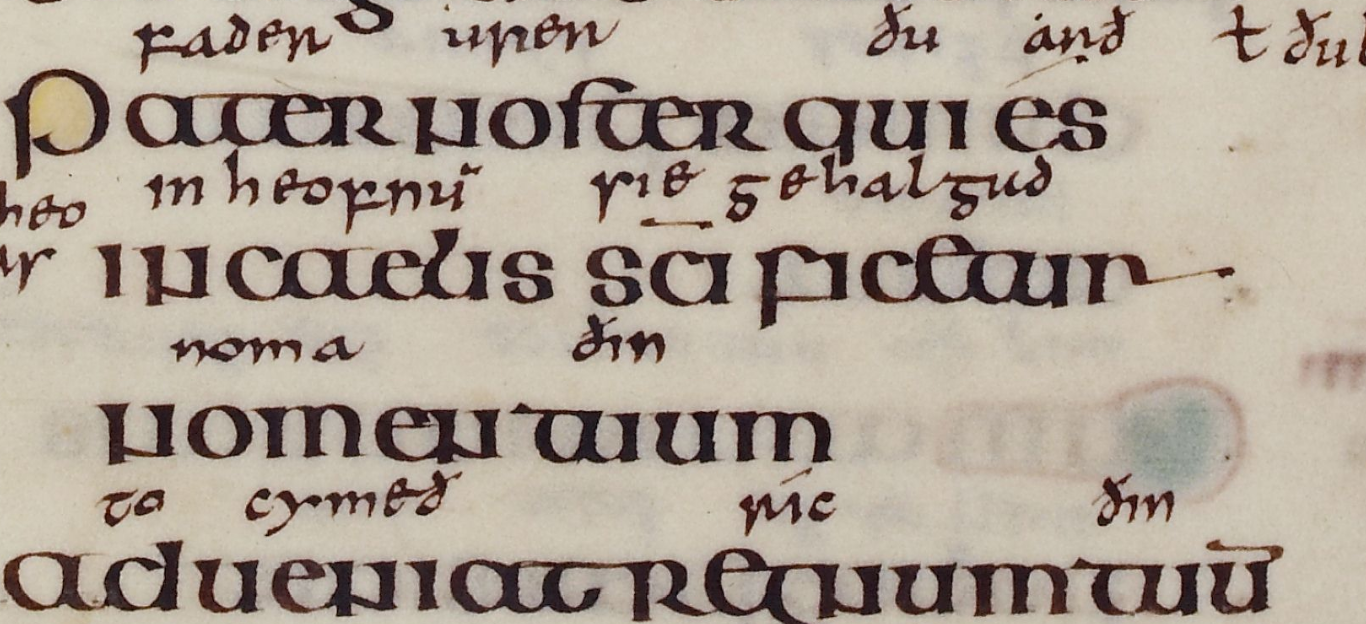
Отче наш з Ліндісфарнського євангелія, X ст. Над латинським текстом подається порядковий переклад нортумбрійським діалектом: Fader urer ðu arð in heofnum, sie ᵹehalᵹud noma ðin. Tocymeð ric ðin.

А ось нортумбрійський варіант, за півстоліття до написання першого прикладу, з Ліндісфарнського євангелія, X століття, порядковий переклад латинського тексту:
Fader urer ðu arð in heofnum, sie ᵹehalᵹud noma ðin. Tocymeð ric ðin. Sie willo ðin suæ wylla is in heofne ond in eorðo. Hlaf userne ofer wistlic sel us todæᵹ. Ond forᵹef us scylda usra suæ uoe forᵹefon scyldᵹum usum. Ond ne inlæd usih in costnunᵹe, ah ᵹefriᵹ usich from yfle.
Близько 1100 року текст молитви в Салісбурійському псалтирі (підрядковий переклад з латини) виглядає так:
Fæder ure, þu ðe eart on heouenum, si ᵹehalᵹod nama þin. To-becume rice þin. ᵹewyrþe wylla ðin swa on heouenum and on eorðan. [Hlaf] urne dæihwamlice syle us todæi. And forᵹif us ᵹyltas ure easwa and we forᵹyuan ᵹyltendrum urum. And na us inᵹelædon costniᵹna, ac alys us fram yuele.